# Diego Balleza
José Diego Balleza Isaias (Monterrey, 27 de noviembre de 1994) es un saltador mexicano.
Participó en el Campeonato Mundial de Natación de 2019, ganando una medalla de bronce.
En 2021, compitió en el evento de plataforma de 10 metros sincronizado masculino en los Juegos Olímpicos de Verano de 2020 celebrados en Tokio, Japón.

## Palmarés internacional
| Campeonato Mundial | Campeonato Mundial      | Campeonato Mundial | Campeonato Mundial     |
| Año                | Lugar                   | Medalla            | Categoría              |
| ------------------ | ----------------------- | ------------------ | ---------------------- |
| 2019               | Gwangju (Corea del Sur) | Medalla de bronce  | Plataforma 10 m sincro |
| 2023               | Fukuoka (Japón)         | Medalla de plata   | Plataforma 10 m sincro |